# 大兴安岭职业学院
大兴安岭职业学院是黑龙江省属地方高校，办学层次为专科，坐落于黑龙江大兴安岭地区公署加格达奇区，是大兴安岭地区唯一一所普通高校。该校由原大兴安岭教育学院（资源）、大兴安岭师范学校、大兴安岭林业学校、大兴安岭林业管理局卫生学校、大兴安岭林业师范学校5所学校组建而成，开设23个专科专业，有师生3000人。